# Dentifrice d'éléphant
Le « dentifrice d'éléphant » est une substance mousseuse créée par une rapide décomposition du peroxyde d'hydrogène,,. Il est utilisé pour des démonstrations en classe,, car il ne nécessite qu'un petit nombre d'ingrédients différents et permet de créer une sorte de « volcan de mousse ». Il est aussi appelé « expérience du marshmallow » (sans rapport avec le test du marshmallow de l'université Stanford).

## Explication

### Description

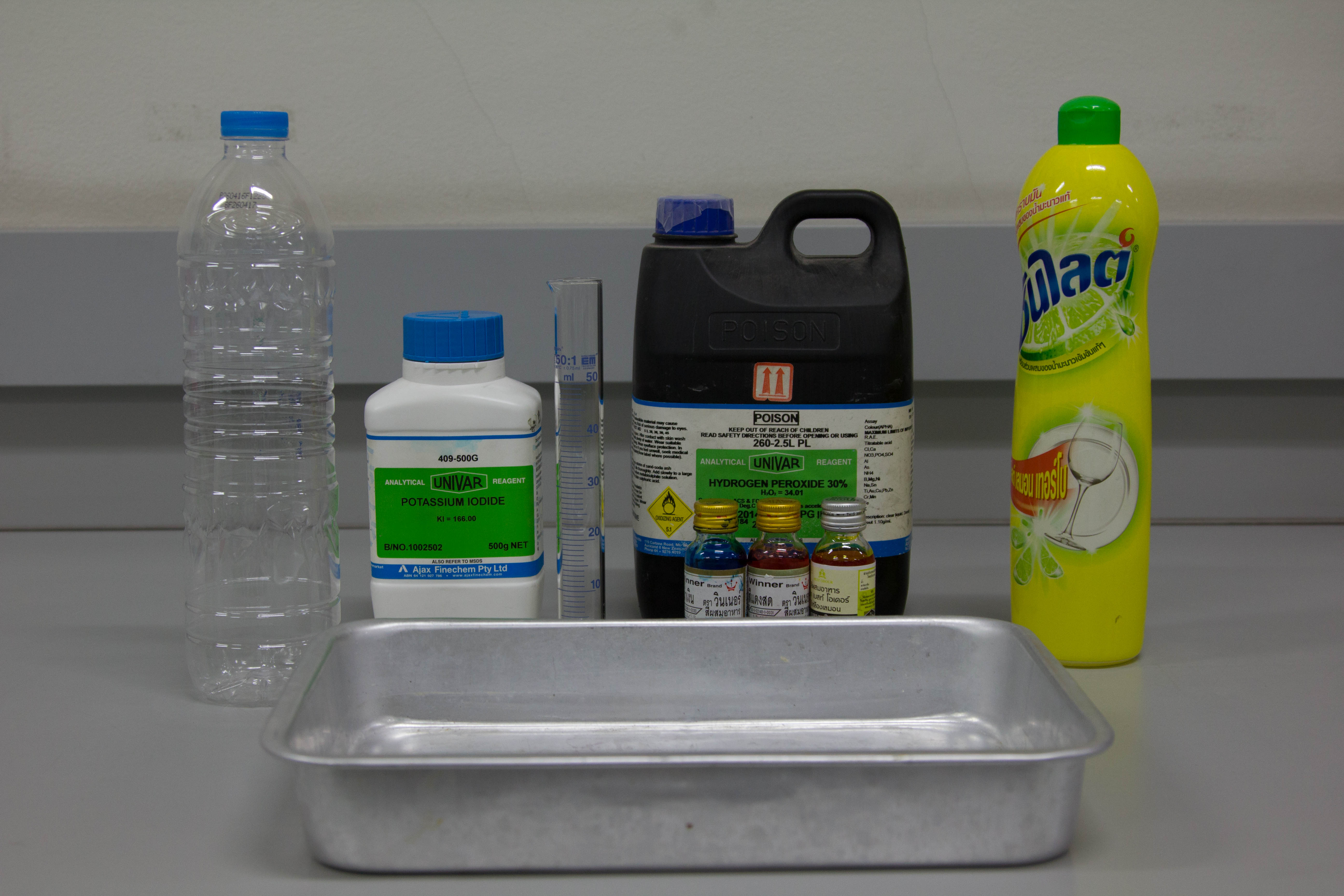
Matériaux pour l'expérience.

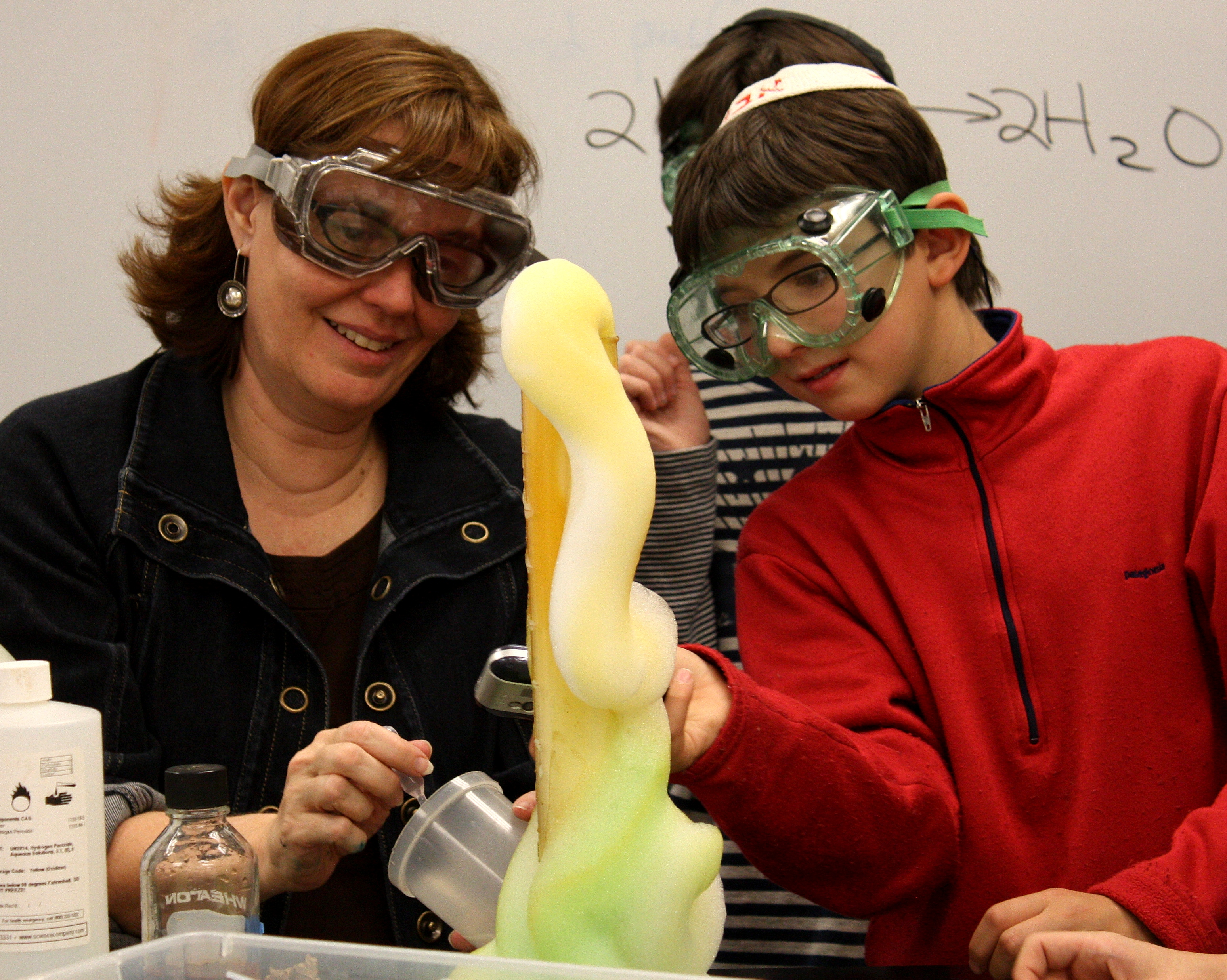
Résultat avec l'ajout d'un colorant jaune.

Le peroxyde d'hydrogène (H2O2) concentré (à 30 %) est tout d'abord mélangé avec du savon liquide. Ensuite, un catalyseur, généralement de l'iodure de potassium (KI), est ajouté pour que le peroxyde d'hydrogène se décompose très rapidement. Ce dernier se décompose en eau et dioxygène. Comme une petite quantité de peroxyde d'hydrogène génère une grande quantité d'oxygène, l'oxygène se propulse rapidement en dehors du récipient. L'eau savonneuse capture l'oxygène, créant des bulles, et produit de la mousse. Des colorants alimentaires sont aussi souvent ajoutés avant le catalyseur.

### Explication chimique
Cette expérience montre la décomposition par catalyseur du peroxyde d'hydrogène. Ce dernier se décompose en eau et en oxygène (à l'état gazeux), mais habituellement, cette réaction est trop lente pour être perçue ou mesurée :
2 H2O2 → 2 H2O(l) + O2(g)
L'ion iodure de l'iodure de potassium agit comme un catalyseur : il accélère la réaction sans être consommé par le processus,,. L'ion iodure change le mécanisme de la réaction :
| H2O2   | + | I−  | → | H2O     | + | IO−   |   |    |                      |
| H2O2   | + | IO− | → | H2O     | + | O2    | + | I− |                      |
|        |   |     |   |         |   |       |   |    |                      |
| 2 H2O2 |   |     | → | 2H2O(l) | + | O2(g) |   |    | ΔrH° = −196 kJ·mol-1 |
Il s'agit d'une réaction exothermique. La mousse produite est donc chaude,.